# Arnaud Gidoin
Pour les articles homonymes, voir Gidoin.
Arnaud Gidoin, né le 13 octobre 1968 à Étampes (Essonne), est un humoriste, acteur et animateur de télévision français.

## Biographie
Arnaud Gidoin se produit, à dix-huit ans, pour la première fois dans un spectacle amateur à Brétigny-sur-Orge.
Après avoir suivi sans succès une licence de commerce à l'université de Reims Champagne-Ardenne, il décide d'arrêter ses études et il débute, à partir de 1992, en tant que semi-professionnel sur différentes scènes (tels que le Point-Virgule, le Carré Blanc ou le Café de la Gare), avec son spectacle Bonjour l'ambiance coécrit par Bruno Autin. 
Après avoir créé une troupe de théâtre Tapage nocturne, il crée avec 12 amis comédiens une autre troupe, la Bande Originale. Celle-ci fit la première partie d'un spectacle de Gustave Parking à l'Olympia.
Cette troupe est remarquée par Gérard Louvin, qui produit leur spectacle La bande originale fait son spectacle au Splendid.
En 1997, Arnaud Gidoin monte sur les planches du Palais des Glaces dans une mise en scène de Pascal Légitimus.
En parallèle, Arnaud Gidoin s'intéresse à la télévision.
En mai 1993, il joue l'un de ses sketchs dans l'émission Yacapa présentée par Pascal Brunner sur France 3.
En octobre de la même année, il fera une apparition à La Classe animée par Fabrice. 
Il anime ensuite sur TF1 une vingtaine d'épisodes de l'émission Les Pourquois de Mr Pourquoi, basée sur le succès littéraire de Philippe Vandel. Faute d'audience, ce jeu ne sera pas poursuivi mais lui permet d'animer ensuite le jeu Ali Baba, toujours sur TF1.
Il commence à se faire un nom et devient un des complices d'Arthur dans La Fureur.
Durant l'été 2000, il remplace Michaël Youn à la présentation du Morning Live.
Il participe également via quelques sketches à l'émission On a tout essayé. Il anime de plus Le Morning Fun sur Fun TV
En 2005, il joue Julien dans Faites comme chez vous !, série dont il est l'auteur et diffusée sur M6 en 2005. Elle ne connaît qu'une saison.
En 2008, il fait une apparition dans Coluche, l'histoire d'un mec d'Antoine de Caunes, dans le rôle d'un photographe du magazine Lui.
En 2007, il sort un DVD comique intitulé 2 schuss dans lequel ils incarnent, avec Sören Prévost, deux secouristes (Jean Marc et Jean Mi) dont le rôle est de donner des conseils à " la population hivernale alpine". La suite de ce DVD 2 baigne, sort en 2008 et est basée sur le même principe que 2 Schuss à la différence que les conseils de Jean Marc et Jean Mi sont donnés à " la population balnéaire estivale ".
En 1999, 2004 et 2008, il est invité dans l'émission Fort Boyard.
Il est chroniqueur dans La Méthode Cauet sur TF1 en 2008.
En mai 2008, il présente en compagnie de Sören Prévost le World Uno Tour sur la chaine Comédie!, une parodie de poker où des comédiens comme Philippe Lelièvre, Thierry Frémont, Arthur Jugnot, Vincent Desagnat, Pascal Légitimus, Sophia Aram s'affrontent dans un tournoi d'Uno.
En 2009, il fait partie de la troupe de la comédie Scooby-doo dans le rôle de Samy.
En février 2010 sort en DVD son dernier one-man-show.
Il participe à N'oubliez pas les paroles ! spécial St Valentin au profit du Secours Populaire avec Amandine Bourgeois.
De 31 août 2009 à juin 2011, Il participe régulièrement à l'émission de Julien Courbet, En toutes lettres.
Depuis 2010, Il participe régulièrement à l'émission de Patrick Sabatier, Mot de passe.
En 2011, il participe à nouveau à N'oubliez pas les paroles ! spécial St Valentin au profit de AIDES avec Élodie Frégé, ils ont gagné 100 000 €.
À partir d'avril 2011, il reprend le rôle (auparavant tenu par Ariel Wizman) de François-Marie Banier dans la pièce de théâtre inspirée de l'affaire Banier-Bettencourt, Parce que je la vole bien, écrite par Laurent Ruquier.
De septembre à décembre 2014, il fait partie de la bande de l'émission Face à la bande présentée par Jérémy Michalak et diffusée du lundi au vendredi vers 18 h sur France 2.
Depuis 2017,  il participe régulièrement au jeu Tout le monde a son mot à dire animé par Olivier Minne et Sidonie Bonnec.
En 2017, il apparaît dans une publicité télé pour Stéphane Plaza Immobilier.
Il est marié depuis août 2018 avec Gaëlle Gauthier — qui est, elle aussi, régulièrement invitée au jeu Tout le monde a son mot à dire — avec qui il a eu un petit garçon prénommé Stan et une petite fille Joyah.

## Filmographie

### Au cinéma
- 1995 : Ne pas déranger d'Éric Pinéda (court-métrage), L'homme
- 1999 : Tout tout près de Fabrice Maruca (court-métrage), Jonathan
- 2004 : Amateur d'Éric Pinéda (court-métrage), Vincent
- 2006 : Surnombre de Sören Prévost (court-métrage), Eddy
- 2008 : Le bal des finissantes de Sören Prévost (court-métrage)
- 2008 : Coluche, l'histoire d'un mec d'Antoine de Caunes, Le photographe de Lui
- 2009 : Quelque chose à te dire de Cécile Telerman, Hidalgo, le dealer
- 2009 : Les princes de la nuit de Patrick Levy et Crystel Amsalem, Kruger
- 2016 : Black Day de Pascal Lastrajoli (court-métrage), Stéphane

### À la télévision
- 2004 : Commissaire Valence de Patrick Grandperret (saison 1, épisode 4), Philippon
- 2004 : PJ de Gérard Vergez (saison 8, épisode 12), Colas
- 2005 : La Crim' de Denis Amar (saison 11, épisode 3), Sylvain Guerri
- 2005 : L'homme qui voulait passer à la télé d'Amar Arhab et Fabrice Michelin, Vincent De L'Herbe
- 2005 : Faites comme chez vous ! (19 épisodes), Julien
- 2005 : La famille Zappon d'Amar Arhab et Fabrice Michelin, Philippe Zappon
- 2005 : Totale impro de Benjamin Castaldi, Un ami de Sören
- 2006 : Sois le meilleur de Christophe Barraud, Yves Flandrin
- 2006 : Une journée dehouf de Francis Duquet (saison 3, épisode 60), inspecteur Davis
- 2006 : Homicides de Christophe Barraud (saison 1, épisode 6)
- 2006 : Inséparables d'Élisabeth Rappeneau (saison 1, épisode 3), le chirurgien esthétique
- 2007 : Brigade Navarro de Philippe Davin (saison 1, épisode 1), Maître Cassin
- 2007 : 2 schuss de Virginie L. Sam
- 2008 : 2 baigne de Virginie L. Sam
- 2008 : Duval et Moretti de Denis Amar (saison 1, épisode 17), Alex
- 2008 : WUT (World Uno Tour) d'Éric Simon
- 2008 : Martin Martin de Sören Prévost
- 2009 : Nous ne sommes pas des Saints de Nicolas Ragni (1 épisode), Saint Glinglin
- 2009 : Victoire Bonnot de Philippe Dajoux (1 épisode), Mr. Pouget
- 2011 : Camping Paradis (saison 2, épisode 5 Un fantôme au Paradis) : François
- 2017 : Joséphine, ange gardien, Sur le cœur
- 2017 : Louis(e)  d'A. Mercadier avec Claire Nebout, Hélène Noguerra, Jean Michel Tinivelli
- 2024 : Léo Matteï, Brigade des mineurs (saison 11, épisodes 3 et 4), Je suis Vanessa

### Doublage
- 2023 : Donjons et Dragons : L'Honneur des voleurs : Ven Salafin (Daniel Campbell)[3]

## Théâtre
- 1993 - 1995 : Bonjour l'ambiance d'Arnaud Gidoin, Théâtre du Point-Virgule
- 1995 : Turcaret ou le Financier d'Alain-René Lesage, mise en scène d'Éric Fauveau, au théâtre Montmartre Galabru
- 1996 : La bande originale au Splendid, mise en scène de Patrick Joly, Le Splendid
- 1997 : La bande originale s'installe à Bobino, mise en scène de Patrick Joly, Bobino
- 1998 - 1999 : Pas si simple d'Arnaud Gidoin, mise en scène de Pascal Légitimus, Théâtre Trévise et Palais des Glaces
- 1999 : Quand la Chine téléphonera, Théâtre Déjazet
- 2002 - 2003 : Shakespeare le défi d'Adam Long, Daniel Singer et Jess Winger, mise en scène d'Anne Beaumont, Comédie de Paris et Palais des Glaces
- 2004 : La routine d'Arnaud Gidoin, mise en scène de Pascal Légitimus, Théâtre Trévise
- 2008 : Entre 15h et 15h30 de Jean-Claude Islert, mise en scène Jean-Luc Moreau, Théâtre Michel
- 2010 : Scooby-Doo et les pirates fantômes, montage et mise en scène de Rémy Caccia, Olympia, Samy
- 2011 : Parce que je la vole bien de Laurent Ruquier, mise en scène de Jean-Luc Moreau
- 2012 : Scooby-Doo et le secret des pyramides, montage et mise en scène de, Folies Bergère, Samy
- 2014 : Les 39 Marches, mise en scène Eric Metayer, Béliers Parisiens
- 2015 : Le Fusible de Sylvain Meyniac, mise en scène Arthur Jugnot, tournée
- 2016 : Le Fusible de Sylvain Meyniac, mise en scène Arthur Jugnot, Théâtre des Bouffes Parisiens
- 2018 : Où est Jean-Louis? de Gaëlle Gauthier, mise en scène Arthur Jugnot, Théâtre de la Michodière
- 2019 : La Moustâche de Sacha Judaszko et Fabrice Donnio, mise en scène Jean-Luc Moreau, Le Splendid
- 2019 : Donnant, donnant de Fred Proust, mise en scène Anne Bouvier, théâtre de Paris (salle Réjane)
- 2021 : Espèces menacées de Ray Cooney, mise en scène d'Arthur Jugnot, théâtre de la Renaissance
- 2022 : Pour le meilleur... d'Arnaud Gidoin et Gaëlle Gauthier, mise en scène Nicolas Nebot, Comédie de Paris
- 2022 : Le Fantasme de Jean-François Cros, mise en scène Jean-Luc Moreau, Comédie des Champs-Élysées

## Autres participations
- 2000-2007 : On a tout essayé
- 2009-2021 : Mot de passe jeu télévisé sur France 2
- 2015 : L'Académie des neuf
- Depuis 2017 : Tout le monde a son mot à dire
- 2018-2019 : Le Grand Concours, jeu sur TF1
- Le 1er avril 2022 : N'oubliez pas les paroles (seconde émission)